# Aartsbisdom Toronto
Het aartsbisdom Toronto (Latijn: Archidioecesis Torontina) is een rooms-katholiek aartsbisdom met als zetel Toronto, in Canada. De aartsbisschop van Toronto is metropoliet van de kerkprovincie Toronto, waartoe ook de volgende suffragane bisdommen behoren:
- Hamilton
- London
- Saint Catharines
- Thunder Bay

## Geschiedenis
Het aartsbisdom werd opgericht op 17 december 1841, als het bisdom Toronto, uit delen van het bisdom Kingston, en viel direct onder de Heilige Stoel. Op 12 juli 1844 werd het suffragaan aan het aartsbisdom Quebec. Op 18 maart 1870 werd het verheven tot metropolitaan aartsbisdom. 

## Parochies
Het aartsbisdom had in 2020 een oppervlakte van 13.000 km2 en telde 6.530.000 inwoners waarvan 31,6% rooms-katholiek was.

## Ordinarii

### Bisschoppen
- Michael Power (17 december 1841 - 1 oktober 1847)
- John Larkin (14 februari 1849, niet in bezit genomen)
- Armand-Françios-Marie de Charbonnel (15 maart 1850 - 26 april 1860)
  - Patrick Dowd (coadjutor: 17 december 1852, niet in bezit genomen)

### Aartsbisschoppen
- John Joseph Lynch (26 april 1860 - 12 mei 1888; coadjutor sinds 26 augustus 1859)
  - Thomas Timothy O’Mahony (hulpbisschop: 14 november 1879 - 8 september 1892)
- John Walsh (13 augustus 1889 - 31 juli 1898)
- Denis T. O’Connor (7 januari 1899 - 4 mei 1908)
- Fergus Patrick McEvay (13 april 1908 - 10 mei 1911)
- Neil McNeil (10 april 1912 - 26 mei 1934)
  - Francis Patrick Carroll (administrator: 26 mei 1934 - 22 december 1935)
- James Charles McGuigan (22 december 1934 - 30 maart 1971)
  - Benjamin Ibberson Webster (hulpbisschop: 24 september 1946 - 21 april 1954)
  - Francis Valentine Allen (hulpbisschop: 2 juli 1954 - 7 oktober 1977)
  - Francis Anthony Marrocco (hulpbisschop: 1 december 1955 - 10 juni 1968)
  - Thomas Benjamin Fulton (hulpbisschop: 28 december 1968 - 7 juli 1978)
- Philip Francis Pocock (30 maart 1971 - 27 april 1978; coadjutor sinds 18 februari 1961)
  - Michael Pearse Lacey (hulpbisschop: 3 mei 1979 - 31 mei 1993)
- Gerald Emmett Carter (27 april 1978 - 17 maart 1990)
  - Leonard James Wall (hulpbisschop: 3 mei 1979 - 25 februari 1992)
  - Robert Bell Clune (hulpbisschop: 3 mei 1979 - 27 december 1995)
- Aloysius Matthew Ambrozic (17 maart 1990 - 16 december 2006; hulpbisschop sinds 26 maart 1976, coadjutor sinds 22 mei 1986)
  - John Stephen Knight (hulpbisschop: 27 april 1992 - 9 april 2000)
  - Nicola de Angelis (hulpbisschop: 27 april 1992 - 28 december 2002)
  - Terrence Thomas Prendergast (hulpbisschop: 22 februari 1995 - 30 juni 1998)
  - Anthony Giroux Meagher (hulpbisschop: 30 april 1997 - 27 april 2002)
  - John Anthony Boissonneau (hulpbisschop: 23 maart 2001 - heden)
  - Richard John Grecco (hulpbisschop: 27 april 2002 - 11 juli 2009)
  - Daniel Joseph Bohan (hulpbisschop: 14 mei 2003 - 30 maart 2005)
  - Peter Joseph Hundt (hulpbisschop: 11 februari 2006 - 1 maart 2011)
- Thomas Christopher Collins (16 december 2006 - 11 februari 2023)
  - William Terrence McGrattan (hulpbisschop: 6 november 2009 - 8 april 2014)
  - Vincent Nguyễn Mạnh Hiếu (hulpbisschop: 6 november 2009 - heden)
  - Wayne Joseph Kirkpatrick (hulpbisschop: 18 mei 2012 - 18 december 2019)
  - Robert Michael Kasun (hulpbisschop: 17 juni 2016 - heden)
  - Ivan Philip Camilleri (hulpbisschop: 28 november 2020 - heden)
- Frank Leo (11 februari 2023 - heden)

## Galerij van afbeeldingen

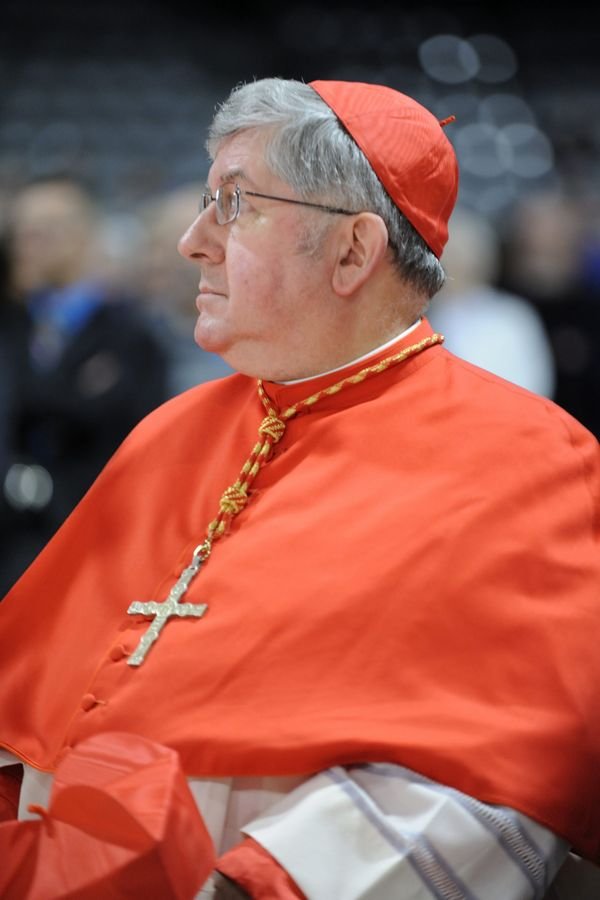
Kardinaal Thomas Christopher Collins in 2014
Wapen van het aartsbisdom Toronto
Kerkprovincie Toronto op een kaart van de Canadese bisdommen

Toronto (aartsbisdom) · Hamilton · London · Saint Catharines · Thunder Bay